# Asemosyrphus bicolor
Asemosyrphus bicolor là một loài ruồi trong họ Ruồi giả ong (Syrphidae). Loài này được Bigot mô tả khoa học đầu tiên năm 1882. Asemosyrphus bicolor phân bố ở vùng Tân Nhiệt đới